# أفيرام باروتشيان
أفيرام باروتشيان (بالعبرية: אבירם ברוכיאן‏) (مواليد 20 مارس 1985 في القدس) لاعب كرة قدم إسرائيلي دولي يجيد اللعب في خط الوسط . يلعب حاليا لصالح نادي بيتار القدس الإسرائيلي منذ 2002 .

## روابط خارجية
- أفيرام باروتشيان على موقع قاعدة بيانات كرة القدم.إي يو (الإنجليزية)
- أفيرام باروتشيان على موقع ناشيونال فوتبول تيمز (الإنجليزية)
- أفيرام باروتشيان على موقع Soccerway.com (الإنجليزية)
- أفيرام باروتشيان على موقع كووورة